# Stelis concinna
Stelis concinna är en orkidéart som beskrevs av John Lindley. Stelis concinna ingår i släktet Stelis och familjen orkidéer. Inga underarter finns listade i Catalogue of Life.